# Here I Am (Alcazar)
Here I Am è un singolo del gruppo musicale eurodance svedese Alcazar, pubblicato il 25 dicembre 2004 dall'etichetta discografica BMG.
La canzone che ha dato il titolo al singolo, in controtendenza rispetto ai precedenti singolo del gruppo, è di genere pop e più lenta e fungeva da singolo natalizio. È stata scritta da Marten Sanden e Johan Pipe e prodotta da quest'ultimo.
Il singolo, tratto dal secondo album di inediti del gruppo Alcazarized e dalla raccolta di remix Dancefloor Deluxe, ha ottenuto un discreto successo in tutta Europa.

## Tracce
1. Here I Am (Winter Version) - 4:52
2. Here I Am (English Single Version) - 4:38
3. Here I Am (Aquí estoy) - 4:38
4. Here I Am (Je suis là) - 4:38
5. Here I Am (Groovetemplate Radio Mix) - 4:24
6. Here I Am (Hard Act 2 Follow & Sharpshooter Club Mix) - 7:27
7. Here I Am (FL's Dream Symphonic Remix) - 6:07
8. Here I Am (Mark Jason's UK Sonar Club Anthem) - 6:12
9. Here I Am (Piol's Dancing Snowflakes Remix) - 5:35
10. Here I Am (Groovetemplate Extended Remix) - 5:55

## Classifiche
| Classifica (2004) | Posizione raggiunta |
| ----------------- | ------------------- |
| Finlandia         | 6                   |
| Svezia            | 41                  |